# (55772) Loder
(55772) Loder est un astéroïde de la ceinture principale.

## Description
(55772) Loder est un astéroïde de la ceinture principale. Il fut découvert le 30 décembre 1992 à Tautenburg par Freimut Börngen. Il présente une orbite caractérisée par un demi-grand axe de 2,25 UA, une excentricité de 0,13 et une inclinaison de 5,2° par rapport à l'écliptique.

## Compléments